# Musa Baldeh
Musa Baldeh ist Politiker im westafrikanischen Staat Gambia.
| Parlamentswahl | Stimmen    | Stimmanteil |
| -------------- | ---------- | ----------- |
| 1997           | einstimmig | gewählt     |

| Parlamentswahl | Stimmen | Stimmanteil |
| -------------- | ------- | ----------- |
| 2002           | n/a     | gewählt     |

Bei den Parlamentswahlen 1997 trat Baldeh als Kandidat der Alliance for Patriotic Reorientation and Construction (APRC) im Wahlkreis Foni Jarrol zur Wahl an und wurde, mangels Gegenkandidaten, Vertreter des Wahlkreises im Parlament. Bei den folgenden Parlamentswahlen 2002 wurde er nicht mehr als Kandidat für Foni Jarrol zur Wahl aufgestellt.
Als Kandidat des Wahlkreises Lower Fulladu West wurde Musa Baldeh zu den Parlamentswahlen 2002 aufgestellt. Bei der Wahl gewann er den Wahlkreis vor Alhagie A. S. Boye von der National Reconciliation Party (NRP).
Ein weiteres Mal, zu den Parlamentswahlen 2007, trat Baldeh nicht an.